# Podkowa Leśna (gromada)
Podkowa Leśna – dawna gromada, czyli najmniejsza jednostka podziału terytorialnego Polskiej Rzeczypospolitej Ludowej w latach 1954–1972.
Gromady, z gromadzkimi radami narodowymi (GRN) jako organami władzy najniższego stopnia na wsi, funkcjonowały od reformy reorganizującej administrację wiejską przeprowadzonej jesienią 1954 do momentu ich zniesienia z dniem 1 stycznia 1973, tym samym wypierając organizację gminną w latach 1954–1972.
Gromadę Podkowa Leśna z siedzibą GRN w Podkowie Leśnej (wówczas wsi) utworzono – jako jedną z 8759 gromad na obszarze Polski – w powiecie pruszkowskim w woj. warszawskim, na mocy uchwały nr VI/10/15/54 WRN w Warszawie z dnia 5 października 1954. W skład jednostki wszedł obszar dotychczasowej gromady Podkowa Leśna (z wyłączeniem kolonii Ołdakówka) oraz wieś Żółwin o nazwach hipotecznych Zarybie Ogrody, osiedle letnisko Młochówek, willa Ołona i willa Sosnówka z dotychczasowej gromady Żółwin ze zniesionej gminy Podkowa Leśna w tymże powiecie. Dla gromady ustalono 27 członków gromadzkiej rady narodowej.
1 stycznia 1957 gromadę zniesiono w związku z nadaniem jej statusu osiedla (prawa miejskie Podkowa Leśna otrzymała 1 stycznia 1969).